# Caicaivilú / Doncella encantada
Caicaivilú / Doncella encantada es el undécimo sencillo oficial del cantautor chileno Víctor Jara como solista. Fue lanzado en 1972 por el sello discográfico DICAP, y pertenece a su álbum póstumo Manifiesto, lanzado en 1974.

## Lista de canciones
| Lado A |                                          |              |          |  |
| N.º    | Título                                   | Escritor(es) | Duración |  |
| 1.     | «Caicaivilú» (o «La serpiente luminosa») | Víctor Jara  | 3:10     |  |

| Lado B |                                        |              |          |  |
| N.º    | Título                                 | Escritor(es) | Duración |  |
| 2.     | «Doncella encantada» (o «Huillimalón») | Víctor Jara  | 4:19     |  |
| 7:29   |                                        |              |          |  |